# Uroeritrina
La uroeritrina es un pigmento de color rojo presente en la orina, donde forma parte de un grupo de pigmentos amarillos, marrones y rojos conocidos colectivamente como urocromos.

## Pigmentos urinarios
Los pigmentos excretados en la orina son parcialmente absorbidos por los sedimentos de uratos (sedimentum lateritium), el cual consiste en restos celulares, y componentes urinarios sedimentados que se forman cuando la orina acidificada se almacena a temperaturas por debajo de la temperatura ambiente.  Estos sedimentos de uratos se observan de color rojizo o rosado debido a la presencia de un pigmento principal, descrito por Simons en 1842 como uroeritrina.

## Significado clínico
De las primereas observaciones clínicas se sabe que la uroeritrina se encuentra presente en todas las orinas normales, y que sus valores aumentan en algunos estados patológicos tales como enfermedades metabólicas, fiebre elevada y degradación de tejidos. Sobre la base de su estructura se ha sospechado que la uroeritrina se encuentra relacionada con los pigmentos biliares, es el primer derivado tripirrol documentado en ser excretado por la orina humana, y se ha asumido que este pigmento es un producto de la degradación del heme o de alguno de sus metabolitos intermedios. La vía metabólica en la cual se forma este metabolito y su importancia funcional por el momento sigue siendo desconocida.

## Estructura química
La estructura química de la mayor parte de los urocromos aún permanece desconocida, ya que se trata de pigmentos lábiles que se descomponen con facilidad por efecto de la luz y el oxígeno del ambiente. La uroeritrina en particular, al tratarse de un compuesto muy lábil, que se descompone con facilidad por efecto de la luz, permaneció durante mucho tiempo sin resolver. Habiendo trabajos que la describieron como un compuesto peptídico. hasta que en el año 1975 se describió su estructura sobre la base de análisis de espectrometría de masa, espectroscopía infrarroja y resonancia magnética nuclear. Se trata de un compuesto formado por tres anillos de tipo pirrol enlazados por puentes metinos, con diversos sustituyentes, entre los que se encuentran vinilos, metilos y propanoicos.